# 安蒂小煤炱
安蒂小煤炱（学名：Meliola antioquensis）是属于小煤炱目小煤炱科小煤炱属的一种真菌，寄生在润楠属植物上。该种分布于中国、哥伦比亚。